# Телефонная будка в Мохаве (фильм)
Телефонная будка в Мохаве (англ. Mojave Phone Booth) — американский драматический фильм 2006 года. В центре сюжетной композиции фильма — реальная телефонная будка в пустыне Мохаве (США), существовавшая и функционировавшая с 1960 по 2000 год.

## Сюжет
Вдали от населённых пунктов и трасс, в пустыне Мохаве (США) стоит телефонная будка. Стёкла в ней выбиты, она вся исписана и исцарапана граффити, но — работает. Благодаря Интернету в 1997 году мир узнал о её существовании, и к ней потянулись «паломники»: одинокие, несчастные, непонятые, сумасшедшие, которые надеются, что в этой будке раздастся звонок и они смогут снять трубку и поговорить с незнакомцем или незнакомкой, и это облегчит их существование.
К этой будке из Лас-Вегаса направляются четыре совершенно разных человека: Бет — девушка с несложившейся личной жизнью, которая к тому же замешана в преступлении; Алекс — лесбиянка, потерявшая свою любовницу и уверенная, что её похищали инопланетяне; Мэри — девушка из ЮАР, которая хочет распродать всё своё тело «на органы», чтобы окончить своё невыносимое существование; и Ричард — юноша, впавший в глубокое отчаяние после развода с женой.

## В ролях
- Аннабет Гиш — Бет
- Кристин Элайз Маккарти[англ.] — Алекс
- Тинэри Ван Вык-Лутс — Мэри
- Роберт Романус[англ.] — Ричард
- Стив Гуттенберг — Бэрри
- Дэвид Делуиз — Майкл
- Мисси Пайл — Сара
- Кевин Ром — Тим
- Ларри Пойндекстер — Даррелл
- Ли Уилкоф[англ.] — Марв
- Джерри Рэпп — цветочник

## Награды и номинации
- В 2006 году фильм выиграл семь различных наград в разных категориях на различных кинофестивалях[1].